# Walt Disney Studios (Бербанк)

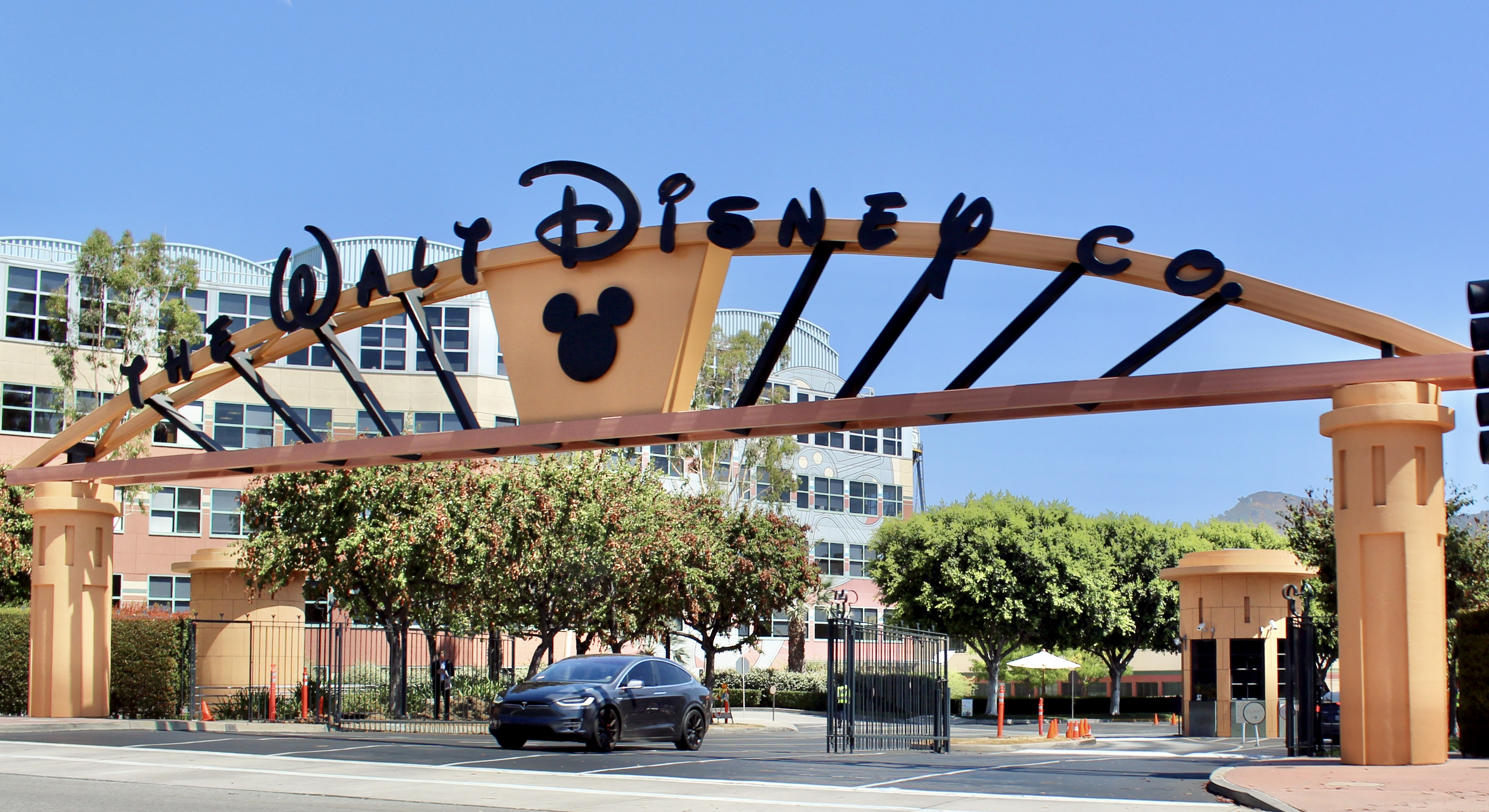
Студія Волта Діснея. Парадний вхід з боку Аламеда авеню

Walt Disney Studios (Студія Волта Діснея) — міжнародна штаб-квартира медіаконгломерата компанії Волта Діснея, яка розташовується в місті Бербанк, штат Каліфорнія.
Переїзд співробітників компанії Волта Діснея зі старої студії розташованої на Гіперіон авеню в Лос-Анджелесі розпочався 24 грудня 1939 року. Комплекс будівель був спроєктований, головним чином, Кемом Вебером під наглядом Волта Діснея і його брата Роя. Будови є єдиними студіями, котрі залишилися з Золотого століття кіно. Дісней є єдиною кінокомпанією з десяти великих американських кінокомпаній, яка залишилася незалежною від материнської компанії. .
Студія Волта Діснея в місті Бербанк була спочатку призначена для роботи над анімацією: великий будинок для анімації в центрі кампусу, прилеглі будівлі відділення розкадрування, музичного відділення, відділення «чорнила і фарб» та інших студійних функцій. Разом пов'язують будівлі наземні прохідні і підземні тунелі. У кампусі також є кінотеатр і кілька звукових павільйонів. Диснеївський мультфільм «Норовистий дракон» за участю Роберта Бенчлі служив як екскурс по новій студії, яка нерідко також показується в різних диснеївських телепрограмах.
У пізні 1940-е, студія починає регулярно працювати над ігровими фільмами. Незважаючи на те, що перші фільми компанії Волта Діснея знімалися у Великій Британії, необхідність майданчику для зйомок акторської гри все ж була. Джек Вебб запропонував вкласти трохи грошей у будівництво майданчика для ігрових зйомок в обмін на її використання (Вебб використовував побудовану майданчик для зйомок більшої частини телесеріалу «Мережі зла»). В цей час були побудовані майданчики для зйомок на відкритому повітрі і залишалися стояти аж до змін в управлінні компанії в середині 1980-х років.
У 1986 році після корпоративної реструктуризації «Walt Disney Productions» була перейменована в компанію Волта Діснея, а будови були реконструйовані таким чином, щоб забезпечити більше простору для ігрових зйомок і під адміністративні офіси. Студія Волта Діснея в Бербанку являє собою комплекс з офісних і адміністративних будівель і десять звукових павільйонів. Головною будівлею комплексу є будівля управління Бербанкською командою Діснея, побудований в 1990 році і спроєктована архітектором і дизайнером Майклом Грейвсом. Будівля управління Бербанкської команди Дісней включає офіс президента компанії і генерального директора Роберта Айгера, а також зал засідань ради директорів. У цьому будинку також знаходяться офіси для членів вищого виконавчого керівництва, таких як глава міжнародного підрозділу Дісней Енді Берд, голова підрозділу Дісней відповідає за парки і курорти Джей Расул і голова розважального підрозділу Дісней Дік Кук. Комплекс будівель іноді називають «будівлями семи гномів» за казкову вивіску перед ними і сім гномів тримають дах будівлі на знак вшанування класичного анімаційного фільму «Білосніжка і сім гномів», прибуток з якого дозволила Волту Діснею купити землю в Бербанку.
23 січня 2006 до 21-ї річниці управління компанією Майклом Ейснером будівля команди Дісней було «перепосвящено» як будівля «Команди Дісней — Майкла Ейснера».
Під час реструктуризації, анімаційні відділення були згорнуті, щоб офіційно покласти початок створенню підрозділу компанії Walt Disney Feature Animation, і вся їх робота була переміщена в «Air Way warehouse» у місті Глендейл, штат Каліфорнія. У 1995 році через вулицю від основного комплексу було побудовано нове приміщення для Feature Animation. Нова будівля є кольоровим спорудою увінчаним гігантським ковпаком чарівника, в якій раніше знаходився офіс колишнього глави WDFA Роя Едварда Діснея.
Після придбання компанією Дісней Американської телерадіомовної компанії (ABC), для телевізійної мережі була побудована штаб-квартира поруч з будівлею Feature Animation. Будівля ABC було спроєктовано Альдо Россі і було пов'язане з основним комплексом синім звивистих мостом, який був перекинутий через Ріверсайд драйв. В будівлі ABC також знаходяться офіси інших підрозділів Дісней, таких як Touchstone Television і Buena Vista International.